# Épehy
Épehy – miejscowość i gmina we Francji, w regionie Hauts-de-France, w departamencie Somma.
Według danych na rok 2011 gminę zamieszkiwało 1216 osób, a gęstość zaludnienia wynosiła 70 osób/km² (wśród 2293 gmin Pikardii Épehy plasuje się na 275. miejscu pod względem liczby ludności, natomiast pod względem powierzchni na miejscu 127.).